# Кирейко Віталій Дмитрович
Віталій Дмитрович Кирейко  (23 грудня 1926, смт. Широке Дніпропетровської області — 19 жовтня 2016, Київ) — український композитор, педагог, музично-громадський діяч, заслужений діяч мистецтв УРСР (1977), народний артист УРСР (1977), лауреат премії ім. Лисенка (1985), Кавалер ордена «За заслуги» III ст. (2001)

## Біографія
Віталій Дмитрович Кирейко народився на Дніпропетровщині, у селі Широкому Солонянського району, в сім'ї сільських інтелігентів: батько був шкільним учителем, а мати — вихователькою дошкільних установ. Його дитинство минуло у селах Могилів та Царичанка Дніпропетровської області та у місті Кобеляки на Полтавщині. Батько Віталія— Дмитро Костянтинович володів фортепіано та скрипкою. Маючи музичну освіту (закінчив музичний технікум), він скрізь, де йому доводилось вчителювати, організовував шкільні або сільські хори. Тож майбутній композитор у дитячі роки мав можливість почути хорові твори М. Леонтовича, М. Вериківського, М. Лисенка, а також українські народні пісні у виконанні співаків з народу. Великий вплив на формування художніх смаків Віталія справила мама — Віра Яківна, яка знала безліч народних пісень, прислів'їв, любила гумор і сама була надзвичайно дотепною. Отже, народнопісенна творчість, фольклор, були важливими чинниками у формуванні світогляду та музичного світовідчуття В. Кирейка.
Навчався у середній школі м. Кобеляки Полтавської області (1935—1941). Закінчив Київську консерваторію за класом композиції Л. Ревуцького (1944—1949), там само — аспірантуру (1952). 1949-88 — викладач, доцент (1961), професор (1978) Київської консерваторії. Кандидат мистецтвознавства (1953).
Під час Другої світової війни родина Кирейків два роки перебувала в окупації у Кобеляках. У цей трагічний період через несвоєчасно прооперовану виразку шлунку помер батько. Відтоді Віталій повинен був стати годувальником сім'ї — на його плечах залишились мати та малолітня сестра.
Коли відступили німці, у вересні 1943 р, у Кобеляках було організовано хорову самодіяльність. Акомпаніатором хору, який виступав перед населенням, у військових шпиталях, був В. Кирейко. Пізніше він працював у Кобеляцькому драмтеатрі. Люди оцінили талант молодого музиканта і радили йому здобувати музичну освіту. Віталій надіслав до Комітету у справах мистецтва в Києві свої твори, а через деякий час отримав листа з рекомендацією вступати до музичної школи.
У березні 1944 р. Віталій подолав нелегкий шлях і дістався до столиці. Йому пощастило зустрітися із відомим композитором П. Козицьким, який прослухавши твори В.Кирейка, визнав його композиторські дані і зробив висновок про необхідність навчання юнака у консерваторії. Однак Київська консерваторія на той час перебувала в евакуації в Ташкенті. П. Козицький допоміг хлопцеві влаштуватися до Ансамблю пісні й танцю при Політуправлінні І-го Українського фронту. У цьому музичному колективі Віталій одночасно був і вихованцем, і акомпаніатором. А коли Київська консерваторія поновила роботу у Києві, він став її студентом. Композиторська кафедра консерваторії славилась високопрофесійними викладачами, серед яких були професори: Б.  Лятошинський, Г. Таранов, М. Скорульський, М. Вілінський, М. Вериківський. Для Віталія, який закінчив лише сім класів загальноосвітньої школи, і не мав за плечима ані музичної школи, ані училища, надзвичайно важливою була зустріч із такими видатними композиторами-педагогами. Вчився він на відмінно, отримував стипендію ім. М. Римського-Корсакова.
Справжнім світочем у житті Віталія став його педагог з композиції — славетний український композитор Л. Ревуцький. Професор навчав своїх вихованців художній чесності, мистецькій правді, щирості мислення, спрямовував їх на творчий пошук, всебічне осмислення музики. Педагог націлював студентів на необхідність не тільки музичного пізнання, а й вивчення літератури та мистецтва, історії, естетики й культурних традицій свого та інших народів. В. Кирейко був одним із найулюбленіших і найбільш відданих студентів Л. Ревуцького. Він проніс ідеї вчителя, його погляди й традиції через усю свою творчість.
Незважаючи на повоєнне лихоліття, у Києві вирувало музичне і театральне життя. Разом із товаришами по консерваторії Віталій майже щодня відвідував концерти у філармонії, театральні вистави, цікавився живописом. Для молодого музиканта знайомство з творчістю таких визначних українських вокалістів, як М. Гришко, І. Паторжинський, М. Литвиненко-Вольгемут, З. Гайдай, Б. Гмиря та інших митців було чудовою школою. Його вразила виконавська майстерність геніального піаніста С. Ріхтера, на концерті якого пощастило побувати.
Першими творами В. Кирейка, які наближалися до професійного рівня, стали пісні, романси, хорові твори на слова Т. Шевченка, Лесі Українки, М. Рильського, О. Пушкіна. Для випуску п'ятого курсу композитор-початківець створив перший твір великої форми — кантату «Мати» на слова М. Рильського.
Після закінчення консерваторії (1949) В. Кирейко навчався в аспірантурі і працював викладачем музично-теоретичних дисциплін у своїй альма-матер. Для захисту дисертації він підготував теоретичну роботу «Українські народні пісні в обробках радянських композиторів для голосу і фортепіано», а також написав перший великий самостійний твір для симфонічного оркестру — «Українську симфонію» (1953), широко використавши у музиці українську пісенність, що надало творові національного колориту.Здобувши учений ступінь кандидата мистецтвознавства, В. Кирейко з 1953 р. продовжував викладати у Київській державній консерваторії ім. П. І.  Чайковського. У 1961 р. став доцентом, а у 1978 р. йому було присвоєно звання професора. Серед його учнів — композитор Віктор Гончаренко. Викладацьку роботу Віталій Дмитрович поєднував із творчою діяльністю, створюючи музику в різних жанрах.
Віхою у творчості В. Кирейка, його першою значною творчою перемогою стала опера «Лісова пісня» (1957) за драмою-феєрією Лесі Українки. Цей твір дав композитору багатющий матеріал для створення цікавої музичної драматургії. За власним лібрето В. Кирейко створив філософське музично-сценічне полотно, в якому тісно переплелося реальне й фантастичне. Автор через музику розповів про чисте кохання юнака Лукаша і лісової Мавки, про зіткнення поетичної душі з буденністю, про тугу за втраченим щастям. Композитор зумів наповнити музику яскравими барвами української народної пісенності, а глибока ліричність, поетична одухотвореність звеличували чудовий оригінальний твір свіжістю почуттів, натхненністю людських переживань. Однією з провідних в опері є ідея гармонії людини і природи. Цей високохудожній твір був гідним свого літературного прообразу.
Після прем'єри «Лісової пісні», яка відбулася у травні 1958 р. на сцені Львівського оперного театру, ім'я тридцятирічного композитора стало відомим серед культурної громадськості країни. Вже наступного року цією оперою було відкрито Оперну студію Київської консерваторії. Її постановка у Києві також отримала позитивний розголос.
Віталій Кирейко був представником когорти митців — активних поборників українства. У своїй творчості він завжди був і залишається патріотом української нації, який вболіває за долю свого народу, виступає за збереження мови, традицій та культури нації. Весь музичний доробок композитора наскрізь пронизаний духом української культурної традиції. Створюючи музику, він неодмінно звертався до класичної спадщини української літератури, яку добре знав і цінував. Розпочавши з твору Лесі Українки, усі наступні лібрето його музично-сценічних творів написані на сюжети українських письменників. Так у 1959 р. композитор написав балет «Тіні забутих предків». Він був першим із митців, хто звернувся до однойменної повісті М.  Коцюбинського. Цей твір можна назвати українським варіантом «Ромео і Джульєтти» або «Орфея та Еврідіки», адже в ньому трагічна загибель головних героїв так само стала символом кохання та величі людського духу. Він втілив романтичне бачення трагічного, і разом із тим, світлого й чистого почуття героїв повісті. Відтворюючи складні моменти психологічних переживань героїв, композитор у музиці вдало використав мотиви гуцульського фольклору. Цей твір В. Кирейка є одним із кращих зразків української балетної музики. Проте, внаслідок ідеологічних міркувань, коли більшість творів з яскравим національним колоритом ігнорувалась, а вищими радянськими чиновниками заохочувалась твори на партійні теми, «Тіні забутих предків» було знято з репертуару Київського театру опери та балету, де відбулась його постановка. З тих же причин через деякий час зійшла зі сцени й опера «Лісова пісня».
Ці прикрі обставини не зупинили митця. Вірний своєму творчому кредо, він написав оперу «У неділю рано...» (1965) за повістю О. Кобилянської «У неділю рано зілля копала», яка протягом десяти років з успіхом йшла на сцені Львівського театру опери та балету ім. Івана Франка .
Слідом за нею, у 1966 р., з'явилася опера «Марко в пеклі», яка стала новим поворотом у творчості композитора. Її створено за гумористично-фантастичною драмою І. Кочерги. Митець був захоплений сюжетом п'єси, поєднанням у ній реального і фантастичного — подій громадянської війни в Україні та пекельного світу, де під виглядом чортів виведено реальних людей з їхніми вадами та гріхами. Використавши такий оригінальний драматургічний матеріал, композитор написав оперу гротескно-сатиричного характеру. Характерною образністю, специфічною музичною стилістикою, жанрово-драматургічними та сценічними особливостями опера суттєво відрізнялася від попередніх. Створивши першу в Україні сатиричну оперу, композитор став новатором-експериментатором в оперному жанрі.
Творчість митця у 1960-ті роки не обмежувалася лише музично-сценічними творами. Він плідно працював в інших жанрах. Написав велику кількість романсів, хорів, інструментальних творів, симфонії № 2 (1962) та № 3 (1969).
Віталій Дмитрович неодноразово звертався до творів Т. Г. Шевченка. Кілька значних творів на вірші поета з'явилися у 1960-ті рр. Серед них — жіночий хор «Над Дніпровою сагою» (1964), романс «Тополя» та одноактний балет «Відьма» (1967) за однойменною поемою Т. Шевченка. Пам'яті великого Кобзаря митець присвятив мішаний хор без інструментального супроводу «Шевченкові» (1964) на слова М. Рильського.
Середина 1960-х рр. — час розквіту таланту В. Кирейка і значних творчих здобутків. Першим вшануванням композитора було присвоєння йому звання Заслуженого діяча мистецтв України у 1966 р. А через десять років, у 1977 р., В. Кирейко був удостоєний звання Народного артиста України.
Творчо насиченими для композитора були 1970–80-ті рр. , які можна назвати роками розквіту фортепіанної, вокальної та камерної творчості В. Кирейка. В його музиці цього періоду знайшли відображення соціальні й політичні події, свідком яких він був. Численні композиції того часу сповнені глибокого філософського осмислення. Серед них — дві яскраві фортепіанні сонати (1970, 1975), Поема для фортепіано з оркестром (1973), цикл романсів «Барви легенд» на слова А. Німенка (1973), Струнний квартет № 1 (1973) та ін. твори. На цьому тлі особливо вирізняється Концерт для скрипки й віолончелі з оркестром (1971) — один із перших в Україні подвійних концертів. Створюючи цей опус, митець виступив новатором-експериментатором на рівні жанрів.
Талант театрального композитора позначився і в двохактному балеті «Оргія» (1976) за драмою Лесі Українки та балеті «Сонячний камінь» (1982) за мотивами легенд Донецького краю.
Протягом 1980-х років з'явилася низка різножанрових творів В. Кирейка: це сюїта для фортепіано в чотири руки «Київські ескізи», романси на вірші І.  Франка «Як почуєш вночі» і «Сікстинська мадонна», фортепіанні твори.
Новою сторінкою програмної творчості композитора стала симфонічна поема «Дон Кіхот» (1980) — найяскравіший симфонічний твір, який буквально потрясає слухача яскравістю образів, свіжістю барв і натхненністю, глибиною та оригінальністю творчої думки.
Тяжіння до симфонічної музики митець проніс крізь усе своє життя, кристалізуючи у своїй творчості жанр симфонії. Створивши десять симфоній, композитор наповнив цей традиційний жанр новим оригінальним змістом і палкою творчою енергією, втілив своє бачення симфонізму на основі національної тематики. Його симфонії не програмні, проте відчувається, що думка митця спрямована до людини, її почуттів і внутрішнього світу, до історичного буття народу й сучасності. Своєю симфонічною творчістю В.  Кирейко продовжив і примножив досягнення українського симфонізму після полотен Л. Ревуцького та Б. Лятошинського.
До оперного жанру композитор знову звернувся у 1985 р., написавши комічну оперу «Вернісаж на ярмарку» за гумористичною повістю Г. Квітки-Основ'яненка «Салдацький патрет». Ця опера, що з успіхом була поставлена на сцені оперної студії при Київській консерваторії, ще раз підкреслила ідейну невичерпність і дотепний гумор композитора.
У той час, коли більшість творів митця були сповнені оптимізму (симфонічна поема «Дон Кіхот», балет «Сонячний камінь», опера «Вернісаж на ярмарку», фортепіанні рапсодії, пісні для дітей), над життям композитора нависла смертельна загроза. У 1988 р. він переніс онкологічну операцію на шлунку. Завдяки таланту й професійній майстерності знаменитого хірурга Ф.  Шалімова, життя Віталія Дмитровича було врятовано. Професору В. Кирейкові довелось відмовитись від викладацької діяльності в консерваторії, якій він віддав 35 років життя. Проте творчої роботи він не полишив, і в 1990-ті роки доробок композитора збагатився новими творами.
Усе своє життя В. Кирейко залишається митцем романтичного світобачення. Водночас його творчість несе в собі відбиток трагічних подій в історії Батьківщини, коли винищувались цілі покоління, руйнувались життя мільйонів людей. Тема багатостраждальної історії України й тема вільної Батьківщини опинилася в центрі уваги митця й набула нового звучання після здобуття Україною незалежності. У численних хорах («Дума про Україну», «Пісня про Україну», «Україна», «Вкраїно-ненько», «Україна живе», «Не журися, Україно», «Вставай, Україно!») звучить полум'яний заклик до збереження національної гідності та духовної культури народу. Громадянськими й патріотичними барвами насичена сюїта для хору «Тичиніана» (1992) на вірші П. Тичини.
Протягом 1990-х та на початку 2000-х років Віталій Дмитрович створив велику кількість пісень і романсів на слова українських поетів. У його творчому доробку є справжня перлина камерно-вокальної творчості — цикл «Осінній ранок» (1995), що складається з 11 солоспівів на вірші юної талановитої поетеси Марійки Губко — племінниці В. Кирейка.
Найзначнішим твором В. Кирейка у 2000-ні роки стала опера-драма «Бояриня» (2003) за однойменною драматичною поемою Лесі Українки. Твір був написаний поетесою за три дні у 1910 р., а вперше опублікований у 1914 р. Після публікації у 1923 р. драма протягом багатьох десятиліть була під негласною забороною. Причиною цього була її тема: українська національна історія доби Руїни (XVII ст.). Композитора глибоко схвилювала «Бояриня», її гострі соціально-політичні колізії, внутрішній світ героїні та правдива й щира розповідь про долю української вільнолюбної дівчини Оксани, яка потрапила до Москви, і навіть ставши бояринею, залишилася вірною своєму народові, протестувала проти принизливого, підневільного існування, духовного гніту, проти застарілих традицій, що були чужими для вільного українського козацтва. В опері «Бояриня» композитор втілив патріотичні ідеї творчості Лесі Українки. Проводячи паралелі між долею Оксани та долею України, В. Кирейко зумів показати, як на тлі трагічно-суперечливої епохи в історії України розгортається й людська драма. Він спромігся відчути і відтворити в музиці тему жіночої долі в образі героїні — духовно багатої, розумної та освіченої жінки-особистості, яка нездатна пристосуватися до життя у рабстві й покорі у чужій країні.
Прем'єра «Боярині» з великим успіхом відбулася у 2008 р. на сцені Національної опери України у концертному виконанні. Цей твір пробуджував і пробуджує почуття національної гідності й бажання в будь-який спосіб боронити рідний край.

## Твори
Опери
- «Лісова пісня» (лібрето власне — за однойменною драмою-феєрією Лесі Українки, 1957),
- «У неділю рано...(Туркиня)» (лібрето М. Зоценка за повістю О. Кобилянської, 1966),
- «Марко в пеклі» (лібрето власне за драмою І. Кочерги, 1966),
- «Вернісаж на ярмарку» (лібрето Е. Яворського та Н. Некрасової за п'єсою Г. Квітки-Основ'яненка, 1985),
- «Бояриня» (за драматичною поемою Лесі Українки, 2008);

Балети
- «Тіні забутих предків» (лібрето Ф. Коцюбинського та Н. Скорульської за повістю М. Коцюбинського, 1960),
- «Відьма» (лібрето В. Нероденка за поемою Т. Шевченка, 1967),
- «Оргія» (лібрето Н. Скорульської за драм. поемою Лесі Українки, 1977),
- «Сонячний камінь» (лібрето Є. Кушакова, 1982);

вокально-симфонічні та симфонічні твори
- кантата «Пам'яті М. Кропивницького» (сл. М. Рильського, 1965) та ін.;
- 10 симфоній (1952, 1964, 1968, 1970, 1975, 1977, 1986, 1992 — «Класична», 1994, 2002);
- увертюри, сюїта «Українські танці» (1958), поема «Дон Кіхот» (1981) та ін.;
- Симфонієта для струнного оркестру (1971);
- концерти для інструментів з оркестром — для влч. (1961), скр.(1967), подвійний для скр. і влч.(1971);
- Поема для фп. з орк. (1973);

Камерно-інструментальні твори
- Фп. тріо (1976), Фп. квінтет
- Твори для струнного квартету
- Твори для фортепіано, зокрема: 24 дитячі п'єси (1962), 7 сонат

Хори на сл. Г. Сковороди, Т. Шевченка, О. Пушкіна, В. Ґете, М. Рильського, П. Тичини, М. Танка, Г. Гервега та ін.;
Вокальні твори
- цикл «Барви легенд» (сл. А. Німенка, 1973);
- романси на слова Т. Шевченка, Лесі Українки, І. Франка та ін.;
- пісні; обр. нар. пісень;

Інше
- музика до театральних вистав.

### Музикознавчі праці
- Дисертація Укр. нар. пісні в обробках радянських композиторів для голосу і фортепіано (1953);
- Статті в наук. зб., в пресі.